# Stanisław Lentz
Stanisław Lentz (Varsovia, 23 de abril de 1861-ibíd., 19 de octubre de 1920) fue un pintor, retratista e ilustrador polaco. Fue profesor en la Academia de Bellas Artes de Varsovia a partir de 1909.

## Biografía
Stanisław Lentz estudió entre 1877 y 1879 en la Escuela de Bellas Artes de Cracovia con Feliks Szynalewski e Izydor Jabłoński, y después en las clases de dibujo de Wojciech Gerson en Varsovia. Posteriormente continuó sus estudios en el extranjero, entre 1880 y 1884 en la Academia de Bellas Artes de Múnich con Alexander von Wagner y Gyula Benczúr, y entre 1884 y 1887 en Academia Julian de París.
Tras regresar a Varsovia, empezó a colaborar con revistas. Sus ilustraciones fueron publicadas por:
- Kłosy (1887–1890),
- Tygodnik Ilustrowany (1887–1898, 1905–1906, 1909–1910),
- Kurier Codzienny  (1890–1891)

En 1888 ingresó en la Sociedad para el Fomento de las Bellas Artes (Towarzystwa Zachęty Sztuk Pięknych, TZSP). En 1910 se unió a la Sociedad de Artistas Polacos «Sztuka». Hizo frecuentes viajes al extranjero: en 1896 visitó Berlín, París y Madrid; en 1897 visitó París; en 1900 Normandía; y entre 1903 y 1914 (exceptuando 1904) él y su mujer viajaron a Scheveningen, en los Países Bajos.
En 1909 Lentz fue nombrado profesor en la Academia de Bellas Artes de Varsovia, a la vez que también ocupaba el puesto de director. En 1915 le confiaron el puesto de forma vitalicia.
Fue enterrado en el Cementerio Powązki, en Varsovia.

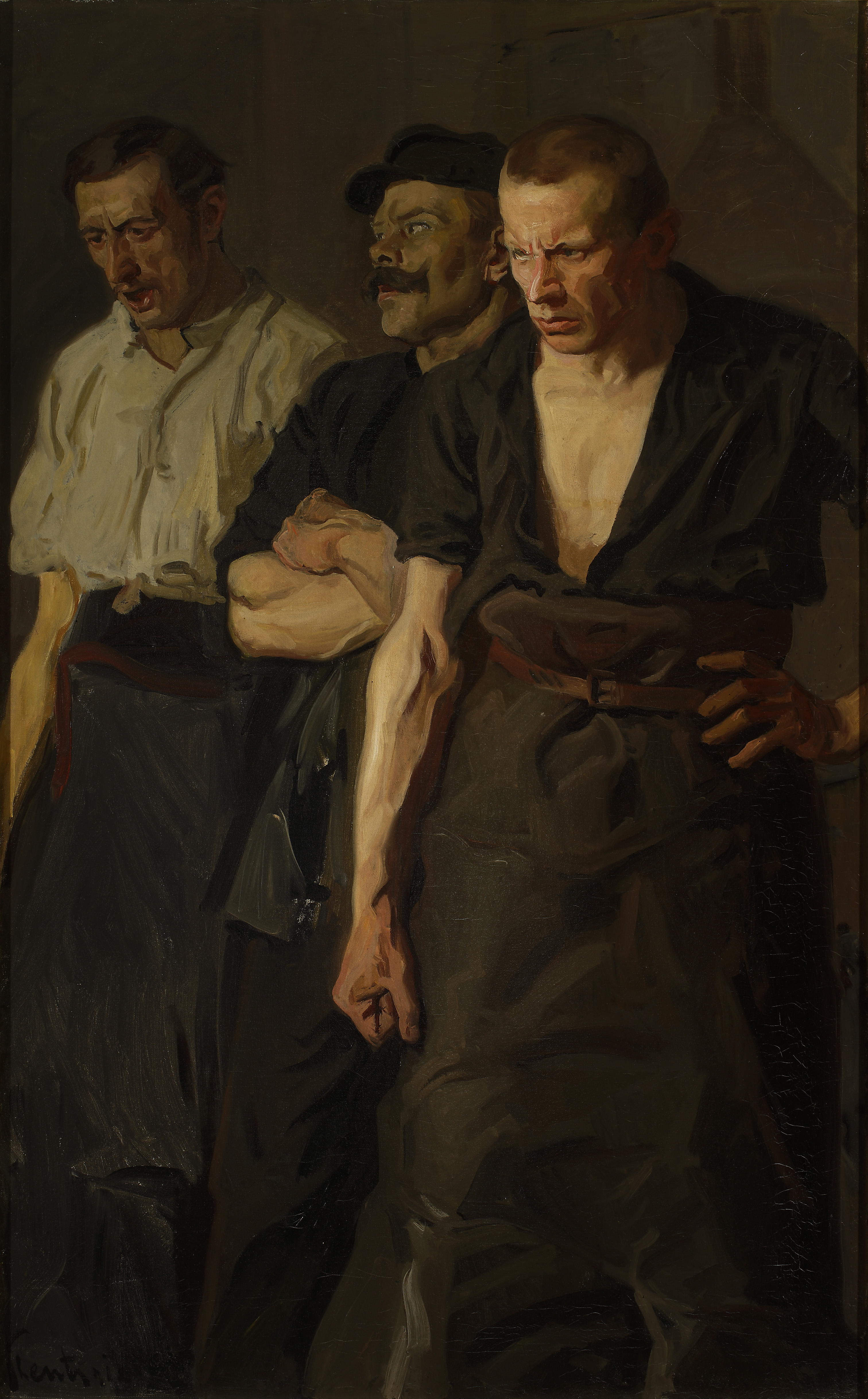
Strajk («La huelga»), 1910

## Exposiciones
Sus obras se han mostrado en numerosas exposiciones en Polonia y en el extranjero (Berlín, Viena, Múnich, París, San Petersburgo, Londres, Amberes, Venecia). A continuación se enumeran algunas exposiciones individuales:
- Sociedad para el Fomento de las Bellas Artes (1916, 1917, 1921),
- Instituto de Propaganda del Arte (1933)
- Museo Nacional de Varsovia (1976).

En 1894 recibió una medalla de plata en la exposición de arte contemporáneo de Leópolis por Portret Adolfa Święcickiego (Retrato de Adolf Święcicki). En la Exposición Universal de París de 1900 ganó el premio por las cualidades estéticas de Portret Mieczysława Frenkla (Retrato de Mieczysław Frenkel). El cuadro Vierzehntak / Wypłata robotnikom (Salarios de los trabajadores) ganó el tercer premio en el concurso de la TZSP en 1895. Por Wilki morskie z Scheveningen (Lobos de mar de Scheveningen) ganó el segundo premio en el concurso de pintura de la TZSP en 1904.

## Estilo
Al principio recibió la influencia de la escuela de Múnich donde había estudiado; en 1890 empezó a verse influido por las nuevas tendencias cromáticas. Como viñetista mostró escenas cotidianas de la gente en Varsovia. Muchos de sus cuadros mostraron temas judíos, como Przekupień żydowski (El mercader judío) and Żydzi handlujący starzyzną (Judíos comerciando con antiguallas). Bajo la influencia de los acontecimientos revolucionarios del Reino de Polonia en 1905, quedó fascinado con el movimiento obrero, que pasó a ser el tema principal de su obra. Fue valorado por sus retratos del periodo 1900–1915, en que destacan la caracterización descarnada del modelo, la forma sintética con tonalidades monocromáticas oscuras y las amplias pinceladas. A partir de 1915 se interesó por la pintura neerlandesa, particularmente la obra de Frans Hals. En el último periodo de su creatividad también quiso inmortalizar el esfuerzo de los soldados de las Legiones Polacas en la Primera Guerra Mundial que lucharon por la independencia del país.